# Aeropsidae
Famille
Les Aeropsidae sont une famille d'oursins irréguliers de l'ordre des Spatangoida.

## Morphologie
Ce sont des oursins irréguliers : ils ont perdu leur forme ronde et leur symétrie radiale pour une forme allongée et bilatérienne ; leur large bouche filtreuse est située à l'avant de la face inférieure de l'animal, et l'anus en position terminale arrière.
Le test est ovoïde à cylindrique, parfois très gonflé. 
Le disque apical est ethmophracte (les plaques sont parfois fusées). 
Les ambulacres sont droits sur la face aborale, avec des pétales presque invisibles. 
Le périprocte est marginal à supramarginal. 
Le pastron et le périplastron sont très allongés. Le labrum s'étend jusqu'à la seconde plaque ambulacraire, et mesure approximativement la même longueur que les plaques sternales, qui sont très étroites. Les plaques épisternales sont écartées, à l'arrière de la face orale. 
On note généralement la présence d'un fasciole de pétale, très oblique.
Cette famille semble être apparue au Cénomanien ; il n'en subsiste plus que le genre Aeropsis.

### Taxinomie
Selon World Register of Marine Species (12 juin 2014) :
- genre Aeropsis Mortensen, 1907 (2 espèces actuelles)
- sous-famille Corasterinae Lambert & Thiéry, 1924 †
  - genre Coraster Cotteau, 1886 †
  - genre Cordastrum Nisiyama, 1968 †
  - genre Cottreaucorys Lambert, 1920b †
  - genre Homoeaster Pomel, 1883 †
  - genre Lambertiaster Gauthier, 1892 †
  - genre Orthaster Moskvin, 1982 †
  - genre Physaster Pomel, 1883 †
- genre Sphenaster Jeffery, in Smith, Gallemi, Jefferey, Ernst & Ward, 1999 †